# Trofeo Pollença-Port d'Andratx 2022
La 31e édition du Trofeo Pollença-Port d'Andratx a lieu le 29 janvier 2022, sur un parcours de 170,1 kilomètres tracé dans les Îles Baléares en Espagne, avec un départ à Pollensa et une arrivée à Andratx. La course est la quatrième manche du Challenge de Majorque 2022 et fait partie du calendrier UCI Europe Tour 2022 en catégorie 1.1.

## Équipes participantes
25 équipes participent à la course - 10 WorldTeams, 9 ProTeams et 6 équipes continentales :
| WorldTeams (10)- Movistar Team - UAE Team Emirates - Bora-Hansgrohe - AG2R Citroën Team - Israel-Premier Tech - Lotto-Soudal - BikeExchange-Jayco - Cofidis - Intermarché-Wanty-Gobert Matériaux - Trek-Segafredo ProTeams (9)- Caja Rural-Seguros RGA - Euskaltel-Euskadi - Equipo Kern Pharma - Eolo-Kometa - Bardiani-CSF-Faizanè - Arkéa-Samsic - Burgos-BH - Sport Vlaanderen-Baloise - Drone Hopper-Androni Giocattoli Équipes continentales (6)- BEAT Cycling - Minerva Cycling Team - Java Kiwi Atlántico - Electro Hiper Europa-Caldas - Manuela Fundación Continental - Work Service-Vitalcare-Dynatek |
| |

## Classement final
| \| Classement général \| Classement général \| Classement général \| Classement général \| Classement général \| \| Coureur \| Coureur \| Pays \| Équipe \| Temps \| \| ------------------ \| ------------------ \| ------------------ \| ---------------------------------- \| ------------------ \| \| 1er \| Alejandro Valverde \| Espagne \| Movistar Team \| 4 h 14 min 50 s \| \| 2e \| Brandon McNulty \| États-Unis \| UAE Team Emirates \| + 0 s \| \| 3e \| Aleksandr Vlasov \| Russie \| Bora-Hansgrohe \| + 3 s \| \| 4e \| Michael Matthews \| Australie \| BikeExchange-Jayco \| + 6 s \| \| 5e \| Felix Gall \| Autriche \| AG2R Citroën Team \| + 10 s \| \| 6e \| Simon Clarke \| Australie \| Israel-Premier Tech \| + 10 s \| \| 7e \| Élie Gesbert \| France \| Arkéa-Samsic \| + 10 s \| \| 8e \| Tim Wellens \| Belgique \| Lotto-Soudal \| + 13 s \| \| 9e \| Kobe Goossens \| Belgique \| Intermarché-Wanty-Gobert Matériaux \| + 19 s \| \| 10e \| Simon Geschke \| Allemagne \| Cofidis \| + 28 s \| |                    |            |                                    |                 |
| |                    |            |                                    |                 |
| Source : ProCyclingStats |                    |            |                                    |                 |
| Classement général |                    |            |                                    |                 |
| Coureur | Coureur            | Pays       | Équipe                             | Temps           |
| 1er | Alejandro Valverde | Espagne    | Movistar Team                      | 4 h 14 min 50 s |
| 2e | Brandon McNulty    | États-Unis | UAE Team Emirates                  | + 0 s           |
| 3e | Aleksandr Vlasov   | Russie     | Bora-Hansgrohe                     | + 3 s           |
| 4e | Michael Matthews   | Australie  | BikeExchange-Jayco                 | + 6 s           |
| 5e | Felix Gall         | Autriche   | AG2R Citroën Team                  | + 10 s          |
| 6e | Simon Clarke       | Australie  | Israel-Premier Tech                | + 10 s          |
| 7e | Élie Gesbert       | France     | Arkéa-Samsic                       | + 10 s          |
| 8e | Tim Wellens        | Belgique   | Lotto-Soudal                       | + 13 s          |
| 9e | Kobe Goossens      | Belgique   | Intermarché-Wanty-Gobert Matériaux | + 19 s          |
| 10e | Simon Geschke      | Allemagne  | Cofidis                            | + 28 s          |

## Classement UCI
La course attribue des points aux coureurs pour le Classement mondial UCI 2022 selon le barème suivant :
| Position           | 1er | 2e | 3e | 4e | 5e | 6e | 7e | 8e | 9e | 10e | 11e | 12e | 13e à 15e | 16e à 25e |
| Classement général | 125 | 85 | 70 | 60 | 50 | 40 | 35 | 30 | 25 | 20  | 15  | 10  | 5         | 3         |